# ルキウス・コルネリウス・レントゥルス (紀元前38年の補充執政官)
ルキウス・コルネリウス・レントゥルス（ラテン語: Lucius Cornelius Lentulus、生没年不明）は紀元前1世紀中期の共和政ローマの政治家・軍人。紀元前38年に補充執政官（コンスル・スフェクト）を務めた。ルキウス・コルネリウス・レントゥルス・クルスケッリオ（ラテン語: Lucius Cornelius Lentulus Cruscellio）と同一人物と思われる

## 出自
レントゥルスはエトルリアに起源を持つパトリキ（貴族）であるコルネリウス氏族の出身であるが、コルネリウス氏族はローマでの最も強力で多くの枝族を持つ氏族でもあった。レントゥルスのコグノーメン（第三名、家族名）が最初に確認できる人物は、紀元前327年の執政官ルキウス・コルネリウス・レントゥルスであるが、コルネリウス氏族の他の枝族との関係は不明である。
父は紀元前49年の執政官ルキウス・コルネリウス・レントゥルス・クルスと思われる。

## 経歴
紀元前54年、アウルス・ガビニウス（紀元前58年執政官）は、シリア属州総督時代（紀元前57年-54年）の行状に関して3つの罪状で告発された。レントゥルスはそのうちのひとつの裁判（コルネリウス法の国家反逆罪、Lex Cornelia de maiestate）で9月20日に訴追したが、有罪32に対し無罪38で無罪となった。
レントゥルスとレントゥルス・クルスケッリオが同一人物であれば、紀元前44年にプラエトル（法務官）を務めたと思われる。レントゥルスは11月28日の元老院会議で、マルクス・アントニウスによる翌年の属州の割り当てに拘束力はないと宣言した一人であった。
おそらく父が内戦時にポンペイウスを支持したためと思われるが、カエサル暗殺後に第二回三頭政治が権力を握ると、レントゥルスはローマから追放された。このため紀元前42年にはシキリア属州で反乱を起こしていたセクストゥス・ポンペイウスの下に逃げ込んだ。ポンペイウスはレントゥルスにレガトゥス（副司令官）として艦隊の指揮を委ねた。紀元前39年にセクストゥスと三頭政治の間にミセヌム条約が締結されると、レントゥルスも許されてアントニウスの支持者になったと思われる。その結果、紀元前38年にアッピウス・クラウディウス・プルケルの後任として補充執政官に任命された。

## 家族
レントゥルスはセルウィウス・スルピキウス・ルフスの娘スルピキアと結婚した。紀元前3年の執政官ルキウス・コルネリウス・レントゥルスは両者の息子の可能性がある。

## 参考資料

### 古代の資料
- マルクス・トゥッリウス・キケロ『ピリッピカ』

### 研究書
- Alexander M., Trials in the Late Roman Republic, 149 BC to 50 BC (1990)
- Broughton R. Magistrates of the Roman Republic. - New York, 1952. - Vol. II. - P. 558.
- Ferriès, Marie-Claire, Les partisans d'Antoine: des orphelins de César aux complices de Cléopâtre (2007)
- Münzer F. Cornelii Lentuli // RE. - 1900. - Bd. VII. - Kol. 1355-1360.
- Syme, Ronald, The Augustan Aristocracy (1986)